# Josef W. Wegner
Josef William Wegner (* Oktober 1967) ist ein amerikanischer Ägyptologe.

## Leben
Er erwarb 1989 seinen Bachelor of Arts und 1996 seinen Ph.D. (Doctor of Philosophy) an der University of Pennsylvania. Dort ist er auch als Professor für Ägyptologie tätig.
Das Spezialgebiet des Josef W. Wegner ist die Archäologie des Mittleren Reiches. Bekannt wurde er für seine Forschungen in Abydos, wo 2013 unter seiner Leitung das Grab von König (Pharao) Sobekhotep entdeckt wurde sowie 2014 das von Pharao Senebkay. Zudem fand er eine Nekropole aus der Zweiten Zwischenzeit, die möglicherweise Königen der thebanischen 16. Dynastie zugeordnet werden kann.

## Publikationen (Auswahl)
- als Mitwirkender: Searching for Ancient Egypt: art, architecture, and artifacts from the University of Pennsylvania Museum of Archaeology and Anthropology. (Autoren: David P. Silverman, David P. Silverman, Edward Brovarski), Cornell University Press, Ithaca (N.Y.) 1997, ISBN 1-931707-36-7.
- zusammen mit David P. Silverman, Jennifer Houser Wegner: Akhenaten and Tutankhamun: Revolution and Restoration. University of Pennsylvania, Museum of Archaeology and Anthropology, Philadelphia (PA) 2006, ISBN 1-931707-90-1.
- The Mortuary Temple of Senwosret III at Abydos. Peabody Museum of Natural History / University of Pennsylvania Museum of Archaeology and Anthropology, New Haven (Conn.) / Philadelphia 2007, ISBN 978-0-9740025-4-5.
- als Mitwirkender: Archaism and Innovation: studies in the culture of Middle Kingdom Egypt. (Autor: David P. Silverman) Department of Near Eastern Languages and Civilizations, Yale University, New Haven (Conn.) 2009, ISBN 978-0-9802065-1-7.
- zusammen mit Jennifer Houser Wegner: The Sphinx That Traveled to Philadelphia: The Story of the Colossal Sphinx of Ramses the Great in the Penn Museum. Penn Museum, University of Pennsylvania Museum of Archaeology and Anthropology, Philadelphia 2015, ISBN 978-1-934536-77-3.
- The Sunshade Chapel of Meritaten from the House-of-Waenre of Akhenaten: Penn Museum E16230 (= Museum of Archaeology and Anthropology.). University of Pennsylvania Museum of Archaeology and Anthropology, Philadelphia 2017, ISBN 978-1-934536-87-2.
- zusammen mit  Kevin Michael Cahail: King Seneb-Kay's Tomb and the Necropolis of a Lost Dynasty at Abydos. University of Pennsylvania Museum of Archaeology and Anthropology, Philadelphia 2021, ISBN 978-1-949057-10-2.